# Jorge Lino Romero
Jorge Lino Romero (Luque, 23 ottobre 1932) è un ex calciatore paraguaiano, di ruolo attaccante.

## Carriera
Prese parte con la Nazionale paraguaiana ai Mondiali del 1958.